# Ван Хао (теннисист)
Ван Хао (кит. упр. 王皓, пиньинь Wáng Hào, род. 15 декабря 1983, Чанчунь, провинция Гирин) — китайский игрок в настольный теннис, двукратный олимпийский чемпион в команде и трёхкратный вице-чемпион Олимпийских игр в одиночном разряде (2004, 2008 и 2012), чемпион мира 2009 года в одиночном разряде, 6-кратный чемпион мира в командах и многократный обладатель Кубка мира.

## Спортивная карьера
Трижды подряд (2004, 2008 и 2012) Ван Хао играл в финале мужского одиночного разряда на Олимпийских играх и трижды проигрывал. В 2004 году в Афинах он неожиданно уступил корейцу Рю Сён Мину в 6 партиях (3-11 11-9 9-11 9-11 13-11 9-11), а в 2008 году в Пекине в 5 партиях проиграл своему соотечественнику Ма Линю (9-11 9-11 11-6 7-11 9-11). Тем не менее Ван Хао стал первым в истории игроком в настольный теннис, дважды подряд игравшим в олимпийском финале в мужском одиночном разряде (швед Ян-Уве Вальднер также дважды играл в олимпийских финалах, но не подряд). В 2012 году в Лондоне третий раз дошёл до финала и на этот раз уступил в пяти партиях (16-18 5-11 6-11 12-10 11-13) соотечественнику Чжан Цзикэ. B 2009 году на чемпионате мира в Иокогаме стал двукратным чемпионом мира — в одиночном (обыграл в финале в четырёх партиях соотечественника Ван Лициня 11-9, 13-11, 11-5, 11-9), и в парном разряде (вместе с Чэнь Ци). В 2011 году на чемпионате мира в Роттердаме во второй раз вышел в финал одиночного разряда, где уступил соотечественнику Чжан Цзикэ в шести партиях (10-12 7-11 11-6 11-9 5-11 12-14). В 2013 году на чемпионате мира в Париже в третий раз дошёл до финала в одиночном разряде, где второй раз подряд уступил соотечественнику Чжан Цзикэ, и вновь в шести партиях (7-11 8-11 11-6 12-14 11-5 7-11).
Своё олимпийское золото Ван Хао выиграл в командном первенстве в Пекине и Лондоне. 20 декабря 2014 года объявил, что покидает национальную сборную настольного тенниса Китая и завершает карьеру теннисиста.

### Стиль игры
Ван Хао игрок атакующего стиля, хват ракетки азиатский. Один из первых игроков в мире на высшем уровне, кто стал использовать обратную сторону ракетки при азиатской хватке для нанесения мощных бэкхэнд топ-спинов. Был одним из первых игроков активно применяющих в игре "банан", то есть сильную кистевую скрутку короткого мяча.

## Тренерская карьера

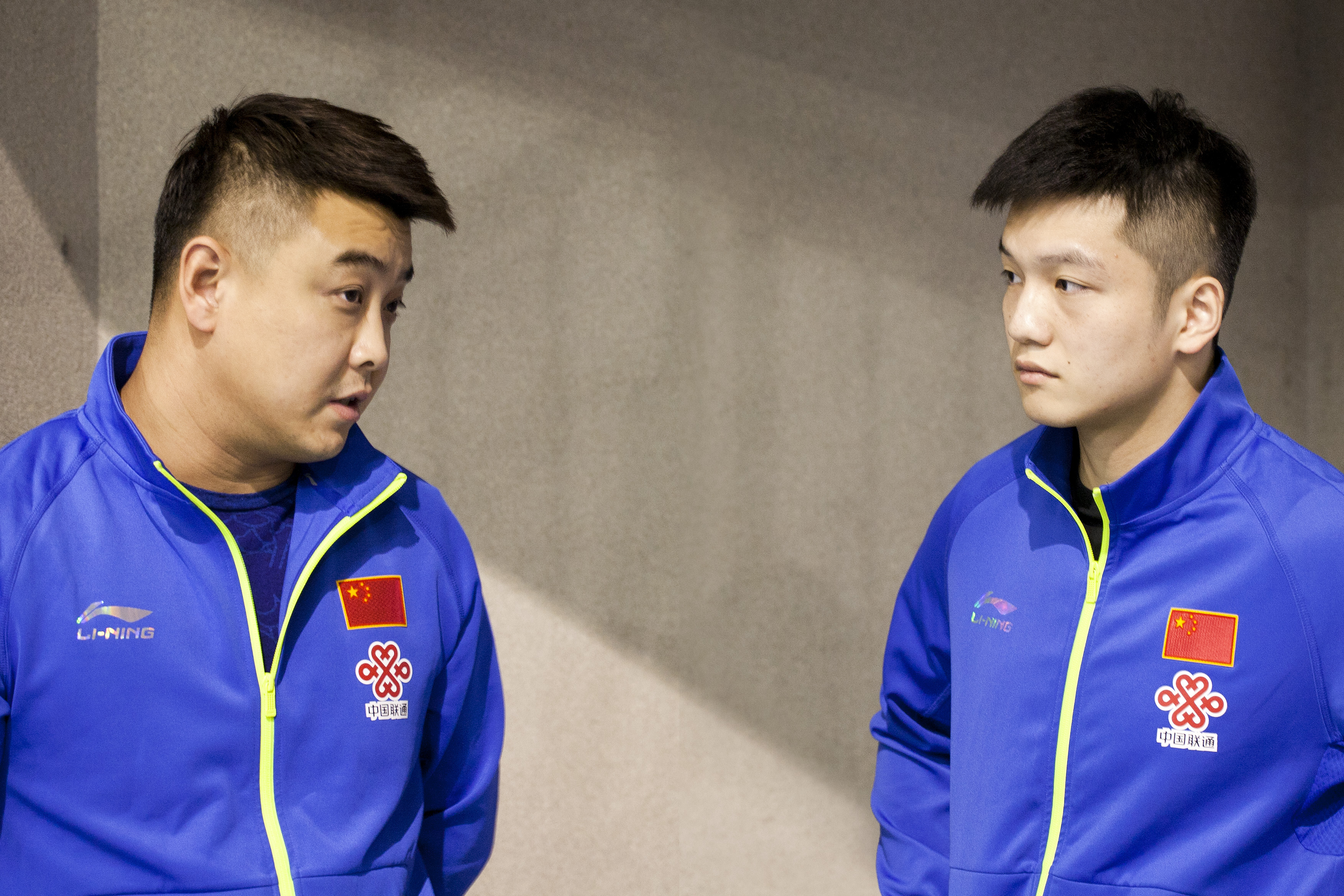
Ван Хао со своим подопечным Фань Чжэньдуном на этапе «ITTF World Tour 2017» в Германии

После завершения карьеры игрока Ван Хао стал тренером клуба «Bayi Team», ведущим игроком которого являлся на тот момент Фань Чжэньдун. В 2016 году клуб «Bayi Team» после пятнадцатилетнего перерыва стал победителем китайской супер-лиги по настольному теннису.
6 апреля 2017 года Китайская федерация настольного тенниса анонсировала новый состав тренеров национальной сборной, и Ван Хао был назван как один из тренеров мужской команды.